# Diego de León (cosmógrafo)
Diego de León fue un militar español que ocupó el puesto de tercer Cosmógrafo Mayor del Virreinato del Perú desde el fallecimiento de su predecesor Francisco de Quirós en 1645 hasta su fallecimiento en 1661.